# 京成グループ
京成グループ（けいせいグループ、英: Keisei Group, K'SEI GROUP）は、京成電鉄を中核とし、運輸業を中心とする日本の企業グループ。東京都・千葉県・茨城県が主な営業地域となっている。

## 概説
2018年3月31日現在、130社（内訳：運輸業65社、流通業8社、不動産業8社、レジャー・サービス業28社、建設業2社、その他事業19社）で構成。BMK推進運動を展開する。各社は「K'SEI GROUP」ロゴを用いることが多い。広域展開は図られず、千葉県と隣都県に集中して展開する。
グループ各社は京成電鉄を核とした資本関係、人事交流の他に業務交流が多々見られる。PASMO接続サーバの共有、タクシー配車センターの共同運営、鉄道電気部門の技術交流、沿線情報誌の乗り入れ、駅構内掲示物の共同作成などである。

## ロゴ未使用会社

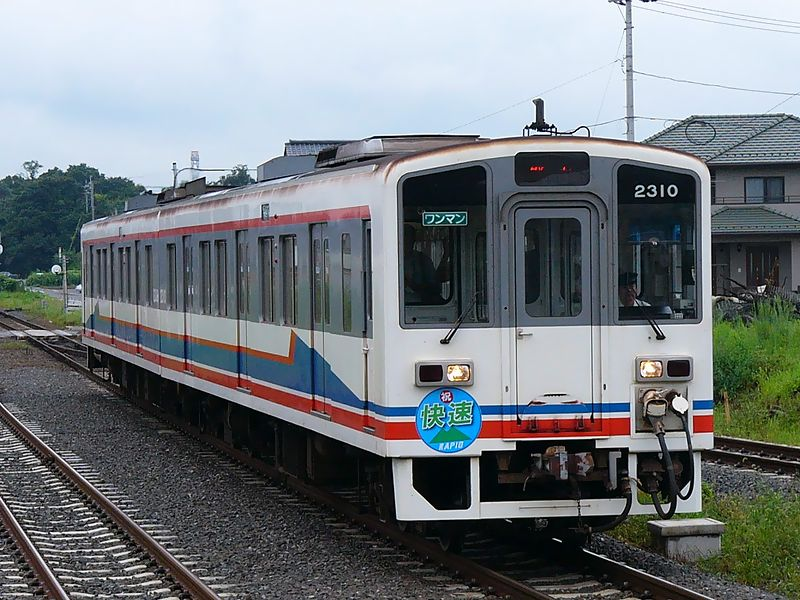
関東鉄道の鉄道車両塗装は旧京成グループ統一カラー・デザインに近い

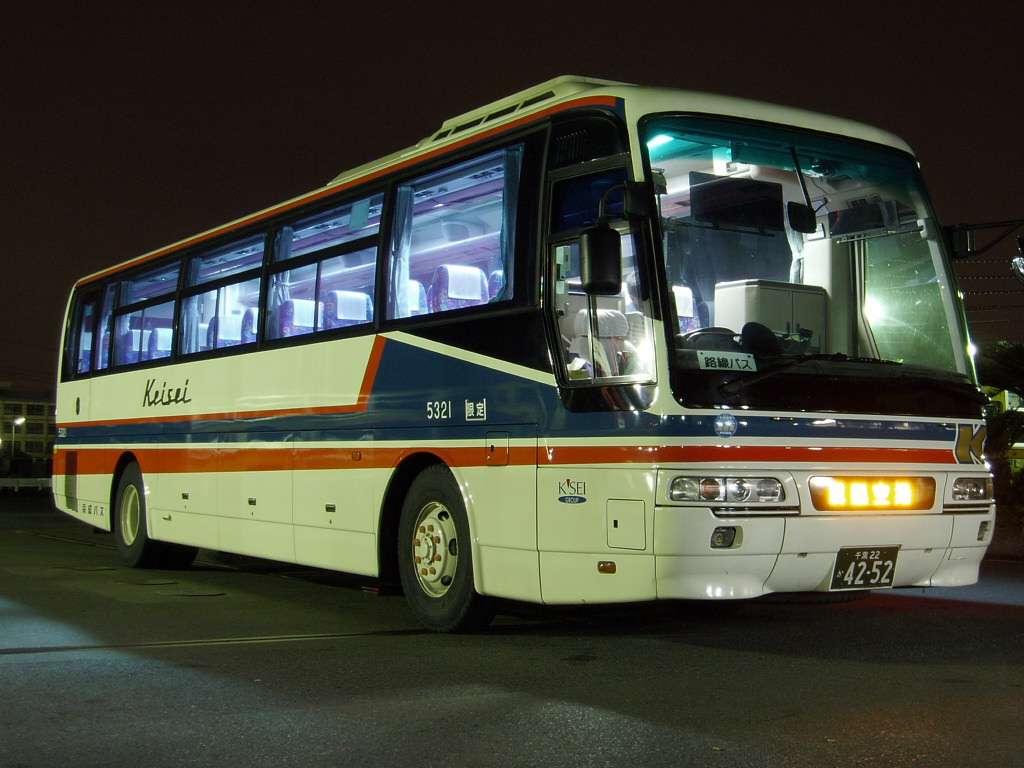
旧京成グループ統一カラー・デザインの高速バス車両（京成バス）

下記の各社は「K'SEI GROUP」ロゴを用いていない。
- 小湊鉄道とその関連会社

小湊鉄道はもともと旧安田財閥に所属していたが、戦時統制に基づいて京成グループ入りする。しかし1970年代後半から80年代初頭にかけ京成電鉄が経営危機に陥り、その際小湊は九十九里鐵道と株式を持ち合う形態（形式的には九十九里が親会社）をとり、小湊グループとして半ば独立した活動を行っている。
- オリエンタルランド（東京ディズニーリゾート）とその関連会社

ウォルト・ディズニー・カンパニーとの契約上、他社の社名などを一切掲示できないことによる。ただし、浦安地区のバスを運行する京成バス千葉ウエスト（旧：東京ベイシティ交通・京成トランジットバス）は京成電鉄バスホールディングスの連結子会社であり、いずれも使用している。
- 東京空港交通とその関連会社

他系列会社（日本空港ビルデングや京浜急行電鉄など）が大株主に含まれているため。ただし、リムジンバスにおいては他の京成系会社との共同運行便が存在する。
- JALエービーシー

一般にはJALグループの一員であり、日本航空（JAL）のほか日本通運などが大株主に含まれているため。一方で、京成電鉄が発行している株主優待券では本券が利用出来るグループ会社の一社として紹介されている。

### かつて未使用だった会社
- 関東鉄道および同社グループ各社

京成電鉄の連結子会社であったが、歴史的経緯により東武鉄道の資本も入っていたため、2000年代後半頃まで使用していなかった。ただし、観光バスに京成グループ統一塗装を新旧共に（旧塗装はKaNaCカラー、高速車は独自塗装）採用し、2100形以降2400形以前の鉄道車両にも同旧塗装に準じた塗装を採用している。5000形および2100形以降2400形以前のそれに準じた塗装も京成電鉄本体の鉄道車両に類似した色を採用している（5010形以降は再び塗装が変更）。グループロゴについては京成グループ統一塗装のバス車両のみ採用されていたが、京成電鉄茨城ホールディングスの子会社となって以降、鉄道車両にも順次貼付されている。
- 船橋バス

新京成電鉄の100%子会社であったが、もともと路線自体は大成建設系の大成輸送から船橋グリーンハイツ輸送部門を買い取ったものであるため、新京成がロゴを採用しても当社はしばらく採用していなかった。その後ロゴがつけられたが、当社は2007年10月1日に新京成電鉄に吸収合併され、路線は船橋新京成バス鎌ヶ谷営業所（現・京成バス千葉ウエスト鎌ヶ谷営業所）が引き継いだ。
- 新京成車輌工業 - 京成車両工業に吸収合併された。
- 帝都自動車交通とそれらの関連会社

業界大手で東京四社営業委員会の一角であり、独自の「丸帝」マークが浸透していたことに加え、1970年代後半から80年代初頭にかけ京成電鉄が経営危機に陥った際には、ハイヤーの大口顧客に対して京成電鉄の持株の殆どが売却されたという歴史的経緯があったため、2000年に逆に帝都側の経営危機により京成グループへ復帰して以降も車両の車体そのものへの掲示は行なっていないが、貼付物の一部に「K'SEI GROUP」ロゴを含むものがあるほか、公式サイトでは「K'SEI GROUP」ロゴとともに「私達は京成グループです」と明示されるようになった。広告物にも「K'SEI GROUP」ロゴが用いられている場合がある。なお、千葉県内の京成グループのタクシー各社と帝都含む東京四社の間ではタクシーチケットで提携関係にある。なお、帝都自動車交通の関連会社でも帝都と業務提携している会社（帝都葛飾・帝都三信（旧・帝都三信大森含む）・帝都日新および旧帝都あたご（→京成タクシーあたご、現：京成タクシーウエスト野田営業所）以外）は京成グループ扱いではない（なお、京王グループの京王自動車も業務提携している）。また、京成グループ内で京成の完全子会社化前の新京成電鉄など帝都が出資はしていても帝都グループとはなっていない会社もある。

## 主なグループ会社・法人
★：第三セクター、◇：「K'SEI GROUP」ロゴを用いない企業、◎：オリエンタルランドグループ、▲：小湊グループ、■：関鉄グループ、●：帝都グループ

### 鉄道
- 京成電鉄
- 北総鉄道★・千葉ニュータウン鉄道★[注釈 3]
- 成田空港高速鉄道★
- 小湊鉄道◇▲
- 舞浜リゾートライン◇◎
- 京成電鉄茨城ホールディングス
  - 関東鉄道■
  - 筑波観光鉄道

### 索道
- 鋸山ロープウェー

### バス
- 京成電鉄バスホールディングス
  - 京成バス
    - 東京BRT

  - 京成バス東京
  - 京成バス千葉ウエスト◎
  - 京成バス千葉セントラル
  - 京成バス千葉イースト
- 京成電鉄タクシーホールディングス
  - 京成タクシーセントラル
  - 京成タクシーイースト
- 京成電鉄茨城ホールディングス
  - 関東鉄道
  - 関鉄観光バス■

- その他
  - 東京空港交通◇

### タクシー
京成グループに所属するタクシー会社は、東京大手四社の一角である帝都自動車交通のほか、千葉県内でも京成電鉄や新京成電鉄、北総鉄道の鉄道路線沿線を中心にタクシー会社を多数保有する（京成電鉄タクシーホールディングスも参照）。また京成グループには京成電鉄が出資する千葉県の小湊鉄道と茨城県の関東鉄道が含まれるため、傘下のタクシー会社も多数存在する。
京成グループのタクシー各社は、タクシーチケットでは東京四社と提携関係にある。また無線配車アプリでは、帝都自動車交通を含む京成グループと一部地域を除く私鉄協同無線センター（私鉄協、旧・東京私鉄自動車協同組合）で共用となっている。なお、帝都自動車交通は京成グループを離れていた時期がある。
またこれらとは別に、直営かつ私鉄協非加盟の京成タクシーを1970年代まで葛飾区白鳥で経営していたが、日の丸自動車グループに営業権を譲渡し、日の丸自動車交通葛飾営業所となったが、2016年に帝都自動車交通へ売却され、帝都葛飾交通として京成グループに復帰した。
また、京成グループであった館山中央交通を、2014年に東京四社の一角である日本交通に譲渡した（後に2018年2月廃業）。同社は京成グループでありかつ帝都グループの一社であった帝都あたごタクシー（2020年3月に京成タクシーあたごに改称、2025年3月に京成タクシーウエストに統合）と異なり、東京四社カラーは採用していない。
なお、前述の通り京成タクシーが日の丸を経て帝都葛飾交通として帝都グループ入りしたこと、一方で帝都あたごタクシーが京成タクシーあたごになったことで、都内23区武三地区は帝都自動車交通、千葉県北西部（京葉・東葛地区）内は（京成電鉄とオリエンタルランドが共同出資していた舞浜リゾートキャブを除き）京成とブランドが棲み分けされることとなった。それ以外の地域では千葉県の千葉・南房交通圏で京成と小湊がそれぞれ混在している。
- 京成電鉄タクシーホールディングス
  - 「帝都タクシー」ブランドの各社
    - 帝都自動車交通●
      - 帝都葛飾交通●
      - 帝都三信交通●
      - 帝都日新交通●

  - 「京成タクシー」ブランドの各社
    - 京成タクシーウエスト
    - 京成タクシーセントラル（舞浜営業所（旧・舞浜リゾートキャブ）のみ運営上独自ブランドを使用）
    - 京成タクシーイースト
- 京成電鉄茨城ホールディングス
  - 京成タクシー茨城
- 「小湊タクシー」ブランドの各社
  - 小湊鉄道タクシー◇▲
  - 小湊タクシー◇▲
  - 牛久タクシー◇▲
  - 大多喜タクシー◇▲
  - 木更津タクシー◇▲
  - 姉ヶ崎タクシー◇▲

### 流通
- 京成電鉄茨城ホールディングス
  - 水戸京成百貨店
- 京成ストア
- ユアエルム京成
- 京成バラ園芸
- コミュニティー京成
- 京成リテーリングネット
- 京成友の会
- 常総産業■

### 不動産
- 京成不動産
- MBM◇◎
- 関鉄筑波商事■
- 京成ビルサービス
- 常総会館
- 鹿島鉄道◇■

### レジャー
- 京成電鉄茨城ホールディングス
  - 京成ホテル
- 千葉京成ホテル（京成ホテルミラマーレ）
- 筑波山京成ホテル
- ケイ・アンド・アール・ホテルデベロップメント ‐ 京成電鉄51%、ロイヤルホールディングス49%出資の合弁ホテル事業者。
- オリエンタルランド◇◎
  - イクスピアリ◇◎
  - ミリアルリゾートホテルズ◇◎
  - ディズニーセレブレーションホテル◇◎
  - 舞浜コーポレーション◇◎
  - グリーンアンドアーツ◇◎
  - ベイフードサービス◇◎
  - ブライトンコーポレーション◇◎
- 京成トラベルサービス
- 佐倉倶楽部
- 長南カントリークラブ◇▲
- 藤ヶ谷カントリークラブ

### サービス
- 京成フロンティア企画
- We京成
- 京葉アドサービス
- 京成バラ園芸
- 関東情報サービス■
- デザインファクトリー◇◎
- グリーンアンドアーツ◇◎
- フォトワークス◇◎
- ベイフードサービス◇◎
- リムジン・パッセンジャーサービス◇ - 東京空港交通の子会社

### 建設
- 京成建設
- 京成電設工業

### その他
- 京成車両工業
- 京成自動車工業
- 京成電鉄バスホールディングス
  - 京成自動車整備
- 京成電鉄タクシーホールディングス
  - 京成オートサービス
- 京成保険コンサルティング
- 京成ドライビングスクール
- 京成ハーモニー
- 舞浜コーポレーション◇◎
- 関鉄自動車工業■
- リゾートコスチューミングサービス
- Mテック◇◎
- サーモテックステクニカル
- 柏自動車興業
- 日暮里駅整備
- 京成ソーラーパワー（旧・上野駐車場）

## グループ外の関連会社
- 下記2社は成田国際空港株式会社の連結子会社であるが、京成も出資している。
  - 芝山鉄道
  - 成田高速鉄道アクセス
- 千葉テレビ放送 - 筆頭株主は千葉県。京成も数パーセント出資している。
- 首都圏新都市鉄道 - 自治体による株保有率が約9割を占めるものの、京成グループの関東鉄道も出資している。
- 東葉高速鉄道 - 筆頭株主は各自治体。京成も数パーセント出資している。